# Geraldo Antônio Miotto
Geraldo Antonio Miotto GCMM • GOMD • ComMN (São Marcos, 20 de março de 1955 — Porto Alegre, 20 de janeiro de 2021) foi um general do Exército Brasileiro. Como membro do Alto Comando do Exército, foi Comandante Militar da Amazônia e Comandante Militar do Sul.

## Carreira militar
Ingressou no Exército em 28 de fevereiro de 1972, na Escola Preparatória de Cadetes do Exército, em Campinas - SP. Em 1975, seguiu para a Academia Militar das Agulhas Negras (AMAN) onde, em 14 de dezembro de 1978, foi declarado Aspirante-a-Oficial da Arma de Cavalaria, sendo o primeiro colocado de sua turma. Por isso, recebeu a Medalha Marechal Hermes de bronze com uma coroa. Em seguida, foi classificado no 3º Esquadrão do 1º Regimento de Cavalaria Motorizado, em Passo Fundo (RS).
Frequentou e concluiu o Curso Básico Paraquedista, o Curso de Operações na Selva, categoria “A”, o Curso de Oficial de Comunicações, o Estágio de Operações de Inteligência na Escola Nacional de Informações e o Curso de Inteligência no Centro de Formação e Aperfeiçoamento de Recursos Humanos da Agência Brasileira de Inteligência.

### Oficial superior
Cursou a Escola de Aperfeiçoamento de Oficiais da arma de Cavalaria e a Escola de Comando e Estado-Maior do Exército, ambas no Rio de Janeiro.
Como tenente-coronel, comandou o 16º Esquadrão de Cavalaria Mecanizado em Passo Fundo.
Realizou, na Argentina, o Curso de Comando e Estado-Maior na Escola Superior de Guerra na Argentina, sendo após a conclusão deste em dezembro de 1997, designado para exercer a função de Oficial de Ligação junto ao Comando dos Institutos Militares, do Exército Argentino, em Buenos Aires.
Em 15 de agosto de 2000, foi exonerado do cargo em Buenos Aires e nomeado Comandante do Centro de Preparação de Oficiais da Reserva de Porto Alegre (CPOR).
Em 21 de dezembro de 2001, foi promovido ao posto de Coronel de Cavalaria.
Em 28 de outubro de 2003, estando exonerado do comando da CPOR, foi designado para frequentar o Curso de Altos Estudos de Política e Estratégia da Escola Superior de Guerra no Rio de Janeiro.
Foi nomeado oficial de Gabinete do Comandante do Exército em 1 de julho de 2004, juntamente com seu colega (também Coronel de Cavalaria) Edson Leal Pujol.

### Oficial General
Inicialmente, em 31 de julho de 2008 foi promovido ao posto de General-de-Brigada Combatente, sendo designado Comandante da 8.ª Brigada de Infantaria Motorizada, até que em 19 de março de 2010 foi exonerado para exercer o cargo de Assistente Militar do Comando da Escola Superior de Guerra.
Em 22 de setembro de 2010 foi nomeado para exercer o cargo de Chefe do Estado-Maior do Comando Militar do Leste, ficando exonerado do cargo de Assistente Militar do Comando da Escola Superior de Guerra. 
Já no dia 22 de março de 2012 foi promovido ao cargo de General-de-Divisão Combatente.
Em 23 de novembro de 2012 foi nomeado Comandante da 3ª Divisão de Exército, cargo que exerceu de janeiro de 2013 a fevereiro de 2015.
Em 24 de novembro de 2014, foi nomeado para exercer o cargo de Diretor de Ensino da Secretaria de Pessoal, Ensino, Saúde e Desporto do Ministério da Defesa , ficando exonerado do cargo de Comandante da 3ª Divisão de Exército. 
Em 14 de abril de 2015 foi nomeado para o cargo de Secretário-Executivo do Gabinete de Segurança Institucional da Presidência da República, ficando exonerado do cargo de Diretor de Ensino da Secretaria de Pessoal, Ensino, Saúde e Desporto do Ministério da Defesa.
Em 16 de outubro de 2015 foi nomeado para exercer o cargo de Vice-Chefe do Departamento-Geral do Pessoal, ficando exonerado do cargo de Secretário-Executivo do GSI.
Chegou ao ápice de sua carreira quando foi promovido ao posto de General de exército em 31 de março de 2016. Também nessa data foi nomeado para exercer o cargo de Comandante Militar da Amazônia, ficando exonerado do cargo de Vice-Chefe do Departamento-Geral do Pessoal. Nesse período, recebeu o título de Cidadão do Amazonas, concedido pela Assembleia Legislativa do Amazonas. Esteve à frente da segurança de Manaus durante os Jogos Olímpicos do mesmo ano. Permaneceu em Manaus entre 15 de abril de 2016 e 16 de março de 2018.
Em 21 de março 2018, foi nomeado para exercer o cargo de Comandante Militar do Sul, ficando exonerado do cargo de Comandante Militar da Amazônia e substituindo o antigo comandante Gen Ex Edson Leal Pujol. Exerceu esse cargo entre 26 de abril de 2018 e 30 de abril de 2020, quando foi transferido para a reserva.

### Formação
- Escola Preparatória de Cadetes do Exército
- Curso de Cavalaria - Academia Militar das Agulhas Negras
- Curso de Oficial de Comunicações - Escola de Comunicações
- Curso de Inteligência - Centro de Formação e Aperfeiçoamento de Recursos Humanos da Agência Brasileira de Inteligência.
- Operações na Selva - Centro de Instrução de Guerra na Selva
- Aperfeiçoamento de Oficiais - Escola de Aperfeiçoamento de Oficiais
- Comando e Estado-Maior - Escola de Comando e Estado-Maior do Exército
- Curso de Estado-Maior - Escuela Superior de Guerra (Argentina)
- Altos Estudos de Política e Estratégia - Escola Superior de Guerra

### Condecorações
Em 14 de dezembro de 1978 recebeu a Medalha Marechal Hermes de bronze com uma coroa.
Em 30 de julho de 1998 foi honrado com a do Medalha do Pacificador.
Em 8 de abril de 2004 foi admitido no grau de Cavaleiro no Quadro Ordinário do Corpo de Graduados Efetivos da Ordem do Mérito Militar.
Em 29 de março de 2007 foi promovido ao grau de Oficial no Quadro Ordinário do Corpo de Graduados Efetivos da Ordem do Mérito Militar.
Em 12 de julho de 2010 foi admitido no grau de Comendador no Quadro Ordinário da Ordem do Mérito da Defesa.
Em 29 de outubro de 2010 foi admitido no grau de Comendador no Corpo de Graduados Especiais da Ordem do Mérito Aeronáutico.
Em 9 de maio de 2012 foi promovido ao grau de grande-oficial no Quadro Ordinário do Corpo de Graduados Efetivos da Ordem do Mérito Militar.
Em 8 de julho de 2012 foi admitido no grau de comendador na Ordem do Mérito Naval.
Em 11 de agosto de 2015 foi admitido no Grau de Grande Oficial no Quadro Suplementar da Ordem de Rio Branco.
Em 7 de junho de 2016 foi promovido ao grau de Grande Oficial no Quadro Suplementar da Ordem do Mérito da Defesa.
Em 31 de março de 2016, foi promovido ao Grau de Grã-Cruz no Quadro Ordinário do Corpo de Graduados Efetivos da Ordem do Mérito Militar.
Em 19 de abril de 2017 foi homenageado com a Medalha de Serviço Amazônico com passador de bronze.
Em 30 de abril de 2019 foi promovido ao grau de Grã-Cruz no Quadro Suplementar da Ordem de Rio Branco.
Recebeu do Exército Argentino a medalha "Recompensa Al Merito a la Confraternidad Militar" e a Medalha "Estrella de Carabobo" do Exército da Venezuela.

## Greve dos Caminhoneiros
Durante a greve dos Caminhoneiros ocorrida em 2018 e diante da autorização pelo Executivo Federal para o uso da força, o general adotou a negociação como norte e reforçou a importância do diálogo, como foi dito em entrevista ao maior jornal do Sul do Brasil: "[...] estamos com tropas federais aquarteladas. A missão do Exército é resolver o problema de logística nas áreas de saúde, segurança e educação. Não temos nada contra os caminhoneiros" e "Nossa diretriz é negociar até o final para que não haja confronto com ninguém".  Diante dos pedidos de intervenção, reafirmou o caráter legalista do Exército Brasileiro. Miotto esteve à frente de 54.000 homens e, após o fim da greve, explicitou que boatos e fake news seriam investigados. Segundo ele, ocorrera a “maior operação logística da América Latina”.

## Morte
Miotto morreu em 20 de janeiro de 2021 em meio a pandemia de COVID-19 no Brasil. Miotto foi diagnosticado com a COVID-19 em 1 de dezembro de 2020 e morreu no Hospital de Clínicas de Porto Alegre (HCPA), após mais de um mês de luta contra a doença.